# A volte/Non piangerò
A volte/Non piangerò è il 59º singolo di Mina, pubblicato il 12 febbraio 1964 su vinile a 45 giri dall'etichetta Italdisc.

## La storia
Alla fine del 1962 Mina si reca negli USA dove incide il 45 giri

In quella sessione vengono anche registrati gli stessi due brani con il testo in italiano di Leo Chiosso (che per l'occasione si firma Roxy Bob), mantenendo l'arrangiamento originale.
La casa discografica Italdisc distribuisce in Italia quasi subito (febbraio del 1963) il singolo con le canzoni in inglese e più tardi inserisce i due brani, questa volta in italiano, nell'LP Stessa spiaggia, stesso mare. Solo un anno dopo e quando Mina sarà ormai passata alla Ri-Fi, pubblicherà questo 45 giri con i pezzi in italiano, invertendo però il brani sui lati del disco rispetto al singolo americano del 1962.

## Il disco
In discografia è il primo singolo pubblicato dall'artista nel 1964 (ma contiene brani incisi nel 1962).
Le due canzoni fanno parte dell'album  Stessa spiaggia, stesso mare dell'anno precedente, della raccolta Mina Gold del 1998 e, come bonus tracks, dell'antologia Ritratto: I singoli Vol. 2 del 2010, che raccoglie tutti i 45 giri dell'artista fino al 1964, comprese le corrispondenti versioni in inglese di queste tracce.
Il disco ha due copertine diverse: una  ufficiale (JPG). URL consultato l'8 aprile 2023 (archiviato dall'url originale il 6 aprile 2023). e una  alternativa (JPG). con lo stesso numero di catalogo

e ne esiste anche una versione promozionale per jukebox (NON in vendita).

## Non piangerò
Oltre alla versione italiana presente anche in Mina Nº 7 (1964) e quella originale in inglese,

Mina ha cantato e inciso il brano anche:
- in spagnolo Déjadme llorar su un EP del 1963 (Discophon 27.220),[4] inserito nelle raccolte italiane Mina canta in spagnolo del 1995 e Mina latina due del 1999
- in francese Pleurer pour toi su un EP del 1962 (Polydor 27009),[5] inserito nella raccolta italiana Notre étoile del 1999.

Le edizioni nelle varie lingue straniere di questi dischi fanno parte delle discografie dell'artista nelle nazioni corrispondenti.

## Tracce
Lato A
1. A volte (Pretend That I'm Her) – 2:22 (testo: Roxy Bob – musica: Norman Blagman, Sam Bobrick; edizioni musicali Orchestralmusic)

Lato B
1. Non piangerò (Just Let Me Cry) – 2:18 (testo: Roxy Bob – musica: Ben Raleigh; edizioni musicali Orchestralmusic)